# Sportsklubben Rapid
Lo Sportsklubben Rapid era una società calcistica norvegese con sede nella città di Moss.

## Storia
Il club fu fondato nel 1925. Militò nella massima divisione norvegese dal 1955-1956 al 1956-1957 e poi dal 1959-1960 al 1960-1961. Nel 2010, iniziò un progetto di fusione con la squadra femminile dell'Athene Moss. L'11 febbraio 2011, la fusione si concretizzò e diede vita al Rapid Athene, formazione maschile militante nella 6. divisjon.

## Palmarès

### Altri piazzamenti
- Arbeidermesterskapet:

Finalista. 1938